# Z (film, 1969)
Pour les articles homonymes, voir Z.
Pour plus de détails, voir Fiche technique et Distribution.
Z est un film franco-algérien écrit et réalisé par Costa-Gavras et sorti en 1969. C'est l'adaptation cinématographique du roman du même nom de Vassílis Vassilikós, écrit à la suite de l'assassinat du député grec Grigóris Lambrákis à Thessalonique en mai 1963, avec comme juge d'instruction dans cette affaire Chrístos Sartzetákis, qui deviendra président de la République de Grèce de 1985 à 1990.
« Ζ » (zêta) est l'initiale du mot grec « ζει / zi », qui signifie « il vit » ou « il est vivant ». Les opposants inscrivaient cette lettre sur les murs pour protester contre l'assassinat de Grigóris Lambrákis.
Au festival de Cannes 1969, Z reçoit le prix du jury et le prix d'interprétation masculine est décerné à Jean-Louis Trintignant. Le film obtient ensuite, en 1970, l'Oscar du meilleur film en langue étrangère pour le compte de l'Algérie et le Golden Globe du meilleur film étranger.

## Synopsis
Dans les années 1960, dans un pays méditerranéen (il est montré de façon allusive qu'il s'agit de la Grèce), dans le contexte de la guerre froide, les corps de la gendarmerie et de la police estiment qu'il est de leur devoir de s'opposer, par tous les moyens, aux mouvements considérés comme subversifs, qu'il s'agisse du communisme, de l'anarchisme ou du pacifisme.
Le nouveau et charismatique chef de l'opposition parlementaire, surnommé « le Docteur », quitte la capitale et arrive dans la grande ville du nord du pays pour tenir une conférence en faveur du désarmement. Avant même le début de la conférence, une contre-manifestation commence. Des heurts ont lieu entre les partisans du Docteur et les contre-manifestants, tandis que les forces de l'ordre font preuve d'une passivité évidente. Un député, membre du même parti que le Docteur, est tabassé. Lorsque le Docteur, après son allocution, traverse la place au milieu de la confusion, un triporteur surgit. Au moment du choc, le Docteur s'écroule. Il va décéder à l'hôpital de ses blessures. La préfecture publie immédiatement un communiqué officiel : il s'agirait d'un malheureux accident, causé par deux ivrognes.
Un jeune juge d'instruction est chargé de l'enquête. Le jeune magistrat n’éprouve aucune sympathie pour la gauche politique, ni pour le communisme, ni même pour le parti du « Docteur ». Mais, intègre, il tient à faire toute la lumière sur l'incident. Il découvre rapidement des indices et des contradictions qui lui font conclure qu'il s'agit en fait d'un assassinat, exécuté par des membres d'une organisation d'extrême droite, les CROC (Combattants royalistes de l'Occident chrétien). Surtout, alors que, dans son entourage, tous lui demandent de s'en tenir à la thèse de l'accident, il comprend que toute l'affaire a été préméditée, montée et planifiée par les commandants de la gendarmerie de la région. Au cours de l'enquête, il s'avère que même les plus hautes autorités de l'État sont impliquées. Malgré tous les obstacles, le jeune magistrat ne renonce pas à poursuivre son enquête.
Les résultats de celle-ci obligent bientôt le pouvoir politique à reconnaître les faits. La hiérarchie militaire est accusée d'avoir organisé, puis couvert, l'assassinat. Le procès a lieu, mais le jugement se révèle très clément envers les prévenus. Surtout, les sanctions touchant les officiers supérieurs ne sont pas rendues publiques. Ce verdict déclenche une vague d'indignation générale et le gouvernement démissionne. Mais, alors que les sondages prévoient une large victoire de l'opposition aux élections, les militaires prennent le pouvoir.

## Fiche technique
- Titre original : Z
- Réalisation : Costa-Gavras
  - Assistant : Philippe Monnier
- Scénario : Costa-Gavras et Jorge Semprún, d'après le roman éponyme de Vassílis Vassilikós
- Musique : Mikis Theodorakis et Bernard Gérard
- Décors : Jacques d'Ovidio
- Costumes : Piet Bolscher[1]
- Photographie : Raoul Coutard
- Cadrage : Georges Liron
- Montage : Françoise Bonnot
- Photographe de plateau : Félix Le Garrec
- Production : 
  - Production déléguée : Jacques Perrin et Ahmed Rachedi
  - Production associée : Éric Schlumberger et Philippe d'Argila
- Sociétés de production : Valoria Films, Reggane Films et l'Office national pour le commerce et l'industrie cinématographique (Algérie)
- Sociétés de distribution : Valoria Films (France) et Cinema 5 Distributing (États-Unis)
- Pays d'origine :  France et  Algérie
- Langues originales : français, russe et anglais
- Format : couleur (Eastmancolor) – 35 mm – 1,66:1 – mono
- Genre : Policier, drame, historique et thriller
- Durée : 127 minutes
- Dates de sortie : 
  - France : 26 février 1969 (sortie nationale) ; 20 mai 1969 (festival de Cannes)
- Affiche : René Ferracci (France)

## Distribution
- Jean-Louis Trintignant : le juge d'instruction[2]
- Yves Montand : le député « Z », médecin, dit « le Docteur »[3]
- Irène Papas : Hélène, l'épouse du député
- Charles Denner : Manuel, ami du député, avocat[4]
- Bernard Fresson : Matt, ami du député, avocat
- Jean Bouise : Georges Pirou, ami du député, lui-même député[5]
- Jacques Perrin : le journaliste-photographe
- Pierre Dux : le général de gendarmerie (el)[6]
- François Périer : le procureur
- Julien Guiomar : le colonel de gendarmerie
- Marcel Bozzuffi : Vago
- Renato Salvatori : Yago (doublé en français par William Sabatier)
- Georges Géret : Nick
- Magali Noël : la sœur de Nick
- Andrée Tainsy : la mère de Nick
- Clotilde Joano : Shoula
- José Artur : le rédacteur de journal
- Gérard Darrieu : Barone, militant des CROC, amateurs d'oiseaux chanteurs
- Guy Mairesse : Dumas
- Hassan El-Hassani : l'officier de gendarmerie
- Sid Ahmed Agoumi : le chauffeur personnel du général
- Jean Dasté : Ilya Coste, un chauffeur
- José Villa : le vendeur de sang
- Maurice Baquet : le maçon poursuivant le triporteur
- Henry Djanik : le directeur de la salle de spectacle
- Gabriel Jabbour : le secrétaire du juge d'instruction
- Georges Rouquier : le procureur général (voix doublée par Jacques Monod)
- Habib Reda : le substitut

La voix du procureur général est celle de Jacques Monod. (selon Costa-Gavras, l'accent de Georges Rouquier était trop prononcé)[réf. nécessaire]

## Production

### Genèse et développement

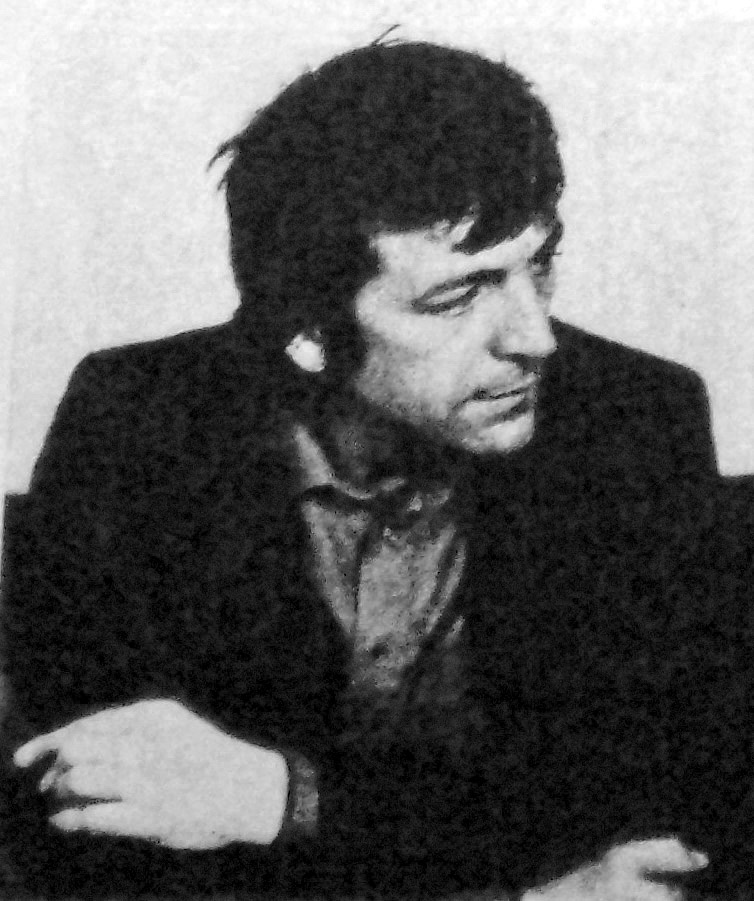
Costa-Gavras en 1970.

Vassílis Vassilikós publie en 1966 le roman Z retraçant l'assassinat du député grec Grigóris Lambrákis en 1963 et l'enquête menée par le juge d'instruction Chrístos Sartzetákis. La Grèce possède alors un gouvernement démocratique mais fait preuve d'autoritarisme envers les communistes et la gauche en général. La mort du député — un choc dans l'opinion — avait été présentée comme accidentelle et l'enquête révèle qu'il s'agit d'un meurtre perpétré par une organisation d'extrême droite. Le roman, fondé sur les documents de l'instruction, raconte en détail le complot et sa découverte. Costa-Gavras, réalisateur grec travaillant en France, découvre le roman lors d'un court séjour auprès de sa famille, en avril 1967. Son frère avait connu Vassilikós à l'armée. Costa-Gavras lit le roman dans l'avion du retour. Deux jours plus tard, le 21 avril, survient le coup d'État instaurant la dictature des colonels, rendant d'autant plus forte la résonance de l'affaire Lambrákis. La prise du pouvoir des colonels entraîne la réhabilitation des policiers et militaires accusés dans l'affaire.
Dès la lecture, Costa-Gavras pense tirer un film du roman. Il a déjà réalisé deux films : Compartiment tueurs (1965), particulièrement remarqué, et Un homme de trop (1967). Il propose à son ami écrivain Jorge Semprún, scénariste de La Guerre est finie d'Alain Resnais, d'adapter le roman avec lui. Le livre n'étant pas encore paru en français, Costa-Gavras lui lit en le traduisant et l'écrivain espagnol accepte. Pour Costa-Gavras, cette histoire lui permettrait de tourner un film sur son pays natal, en plus d'une œuvre politique forte. Semprún, lui, voit l'occasion de traiter une fois de plus de l'Espagne franquiste, qu'il a dû fuir adolescent, à travers cette nouvelle dictature qui se profile dans un autre pays méditerranéen et, communiste et ancien résistant, garde un souvenir meurtri de l'écrasement par l'armée britannique de la résistance grecque à la fin de Seconde Guerre mondiale.
Costa-Gavras et Semprún obtiennent pour l'écriture une avance d'un million de francs de la société de production franco-américaine Les Artistes associés. Ils s'enferment dans une maison du Loiret à l'automne 1967. S'ils imaginent d'abord des choix de mise en scène radicaux (le noir et blanc, une distribution entièrement constituée d'acteurs inconnus, et même faire parler les personnages dans une langage incompréhensible « pour accentuer la force des images »), ils s'orientent finalement vers une réalisation plus conventionnelle et accessible au grand public, afin de mieux diffuser leur réquisitoire contre la répression politique. Le scénario est prêt au bout d'un mois. Simone Signoret et Yves Montand, proches des deux auteurs, sont les premiers à le lire. Montand, acteur principal de Compartiment tueurs, accepte de suite le court mais central rôle du député Lambrákis. Proche de nombreux acteurs, Costa-Gavras parvient à réunir une prestigieuse distribution de comédiens connus et de seconds rôles appréciés. Jean-Louis Trintignant choisit le rôle du juge, après avoir hésité avec celui du journaliste révélant l'affaire, ce dernier rôle étant finalement confié à Jacques Perrin ; tous deux étaient présents dans Compartiment tueurs.
Les producteurs des Artistes associés se retirent du projet, gênés par le ton politique,. Ils réclament même le remboursement de l'avance d'un million. Le réalisateur propose son film à toutes les sociétés de productions possibles, en vain. Parmi les refus, une collaboratrice de Darryl F. Zanuck explique qu'il ne se passe rien d'intéressant dans le scénario et va jusqu'à dire que, quitte à produire un film politique, un film sur Che Guevara, sujet vraiment vendeur, aurait été préférable. Costa-Gavras relate aussi que « les Italiens ont eu très peur, les Yougoslaves ont refusé net, quant aux Roumains, ils n'ont jamais répondu ». Au milieu de cette déroute, le centre national du cinéma accepte la demande d'avance sur recettes, à la surprise de Costa-Gavras, mais elle ne représente qu'un dixième du budget prévu, trop peu pour concrétiser le projet. En informant ses acteurs de l'abandon du projet, Costa-Gavras reçoit le soutien de Jacques Perrin, qui commence à s'intéresser au métier de producteur, et part à la recherche de financements,. Il obtient l'accord des acteurs de diminuer leurs cachets ou de les transformer en participation pour alléger le budget et permettre au film d'exister,.
Lors de l'éphémère festival de Cannes 1968, Jacques Perrin, Costa-Gavras et Jorge Semprún rencontrent Ahmed Rachedi et Mohammed Lakhdar-Hamina, représentants du cinéma algérien. En un rien de temps, l'office du cinéma algérien, dépendant du ministère de l'Information, prend en charge la production du film, et le pays servirait également de décor principal. Jacques Perrin souligne ce « choix d'un pays de prendre position contre la Grèce, parce que c'est, en fait, une prise de position au niveau ministériel — non pas comme en France par une production privée ». Un distributeur pour la France est trouvé tardivement, à trois jours du tournage, en la personne d'Hercule Mucchielli et sa société Valoria Films,.
C'est lors d'un déjeuner de Jacques Perrin et Éric Schlumberger à Plonéour-Lanvern que le photographe de plateau Félix Le Garrec est engagé, les deux producteurs étant agréablement surpris de la qualité de travail du photographe en découvrant ses œuvres présentées dans la vitrine de son magasin.

### Tournage
En pleine dictature des colonels, il est impossible de tourner le film en Grèce. Le tournage a lieu principalement à Alger (après une suggestion de Jacques Perrin), facilité par les conditions du ministère de l'Information algérien (chargé des Affaires culturelles). La ville d'Alger, par son architecture, ressemble beaucoup à Athènes. Toutefois, par rapport au régime, l'Algérie pose aussi problème puisque, dans ce pays, la séparation du pouvoir judiciaire et du pouvoir exécutif est loin d'être établie et les libertés publiques sont limitées. Pierre Dux qui est venu à Alger tourner pendant cinq semaines en a une impression désagréable et pesante et se plaint des nombreux contrôles policiers. Des scènes sont notamment tournées dans l'hôtel Saint-George. Les scènes de ballet sont cependant filmées au théâtre des Champs-Élysées à Paris.
Par amitié et solidarité, afin d'alléger le budget, Jean-Louis Trintignant accepte un petit cachet, tandis que Yves Montand le convertit en participation. Le tournage commence en juillet 1968. En août, Yves Montand prend une pause dans les répétitions de sa rentrée à l'Olympia pour ce bref tournage à Alger. Il n'apparaît au total que douze minutes à l'écran. Charles Denner demandera de quitter Alger après le détournement du vol El Al 426, se sentant menacé. Une demande qui sera acceptée par le réalisateur : la dernière scène qui lui restera à tourner le sera à Paris, avec un décors reconstruit.
Lors du tournage, Jean-Louis Trintignant fut arrêté par la police algérienne car il était sorti en voiture hors d'Alger sans son permis de conduire. Il fut libéré sur intervention de l'ambassadeur de France.

### Bande originale
Costa-Gavras choisit Míkis Theodorákis, compositeur et homme politique grec, pour réaliser la musique du film. Alors emprisonné par le régime des colonels en raison de son opposition à la dictature, il ne peut que difficilement contribuer au film. Il transmet ce mot au cinéaste : « Prends ce que tu veux dans mon œuvre. ». Costa-Gavras et le musicien Bernard Gérard choisissent donc des morceaux dans son œuvre. Theodorakis ne découvrira le film et sa musique qu'une fois libéré et exilé en France.
Grigóris Lambrákis était aussi parfois surnommé « l'enfant souriant » (το γελαστό παιδί / to ielastó pedhí), d'où le titre de l'une des chansons du film.
On entend également le morceau électronique contemporain Psyché Rock, composé par Michel Colombier et Pierre Henry pour un spectacle de Maurice Béjart.

## Analyse et commentaires

### Sujet du film
Au tout début du film on peut lire : « Toute ressemblance avec des événements réels, des personnes mortes ou vivantes n'est pas le fait du hasard. Elle est volontaire. »
Z est en effet un réquisitoire contre la dictature des colonels instaurée le 21 avril 1967 en Grèce, adapté du roman de Vassilis Vassilikos fondé sur un fait réel : l'assassinat du député grec Grigóris Lambrákis en 1963 à Thessalonique, assassinat organisé par des éléments de la police et de la gendarmerie et camouflé au départ en accident. Même si le nom du pays n'est pas expressément mentionné, des références évidentes à la Grèce apparaissent dans le film, par exemple les panneaux publicitaires pour la compagnie aérienne Olympic Airlines ou la bière Fix, ou encore dans la bande originale.
Pendant le générique de fin, une liste indique les interdictions mises en place en Grèce pendant la dictature des colonels : interdiction de certaines œuvres de littérature (Aragon, Sartre, Tolstoï...), écouter de la musique pop (les Beatles), certaines mœurs « dévoyées » (les cheveux longs, porter des mini-jupes), la liberté syndicale et le droit de grêve, la liberté de la presse, l'ordre des avocats...
Le personnage de journaliste incarné par Jacques Perrin est un composite de plusieurs personnes réelles.
Le sujet du film est le passage de la démocratie à un régime autoritaire de type dictatorial, au travers notamment des rapports entre le pouvoir judiciaire et le pouvoir exécutif.

### Thèmes et contexte
La fin des années 1960 est une grande époque pour les films politiques, où est notamment dénoncé le totalitarisme.
Le député dirigeant un mouvement d'opposition au régime en place (Yves Montand) est gênant : il dénonce les impostures du régime. Pacifiste et progressiste, opposé à la course aux armements, il heurte les milieux réactionnaires liés au palais royal, au gouvernement et aux forces de l'ordre qui craignent qu'il ne fasse basculer politiquement le pays et souhaitent entraver sa progression. On choisit de le faire disparaître sous l'apparence d'un accident. Des manifestants déterminés, membres d'une association d'extrême droite, perturbent dans l’indifférence de la police sa réunion politique en agressant ses participants puis le député lui-même. Puis sortant de la réunion, il est heurté par un véhicule dissimulant un extrémiste lui portant discrètement un violent coup à la tête. Hospitalisé, le choc entraîne sa mort malgré plusieurs opérations.
Un simple juge d'instruction intègre et motivé (Jean-Louis Trintignant) conduit, malgré les pressions et malgré son absence de sympathie politique pour le parti du député assassiné, une enquête minutieuse qui établit un vaste réseau de complicités ; il le démantèle en inculpant pour assassinat des cadres importants du régime. L’espace d’un moment plane un semblant de justice. Le procès sera toutefois torpillé par le régime qui, confronté aux protestations populaires, finira par mettre fin à l'État de droit, en instaurant une dictature militaire.
Malgré la normalisation finale du récit (les forces réactionnaires mises en difficulté instaurant une dictature militaire), Z reste le symbole de la déstabilisation que l’on peut faire subir à un ordre établi mais contesté.
Le juge d'instruction Chrístos Sartzetákis, incarcéré par la dictature des colonels comme précisé à la fin du film, sera réintégré en 1974 puis, candidat à l’élection présidentielle de 1985, il sera élu président de la République de Grèce. Costa Gavras le rencontre en 2009 à l'Institut français d'Athènes à l'occasion des quarante ans de la sortie du film Z, en présence de Vassilis Vassilikos, Mikis Théodorakis et Irene Papas.

### Zdans l'œuvre de Costa-Gavras
C'est le premier volet d'une série de films politiques de Costa-Gavras, avant L'Aveu (1970), État de siège (1973), Section spéciale (1975), et Missing (1982)

## Accueil

### Accueil critique
À la fois film politique et thriller, Z correspond à l'air du temps, dans ces années de l'après mai 68. L'Express titre « Le premier grand film politique français » et applaudit « L'efficacité sans la complaisance, la démonstration sans la pédanterie : c'est le rare équilibre entre le film d'opinion et le film d’action, le cinéma d'idées et le cinéma spectacle ». À l'inverse, cet aspect déplaît à la critique cinéphilique de gauche. Jean Narboni, dans les Cahiers du cinéma, fustige le « système Z » : « Une heure et demie du système le plus racoleur, accrocheur, complaisant, tape-à-l'œil ». Les tenants d'un cinéma politique nouveau tentent à l'époque d'inventer une autre façon de faire des films, un nouveau langage, quitte à se marginaliser du système de production, tandis que Costa-Gavras fait le pari opposé de créer une œuvre politique attirante pour le spectateur, adaptée au circuit commercial, afin de faire circuler les idées auprès d'un large public.
En plus de le rapprocher de l'esthétique de n'importe quel « film bourgeois », la presse cinéphile politisée analyse une mauvaise approche. Jean Narboni voit dans le film une « idéologie petite bourgeoise », ignorant « les analyses concrètes, l'étude objective des rapports sociaux, le démontage des mécanismes politiques […], au profit de seuls critères moraux, qui en constituent à la fois le substitut-fétiche et la censure ». Il accuse le film de rapporter les enjeux de la lutte politique pour le pouvoir en Grèce à de seuls rapports moraux entre individus. Par ailleurs, Positif dénonce un film au point de vue bourgeois négligeant la place de la classe ouvrière : « Aucune analyse sociale, aucune vision réelle de la lutte des classes, aucune indication sur le rôle joué par le prolétariat, par l'avant-garde de la révolution ».

### Box-office
Z sort en salles en février 1969 et remporte un important succès. Le film reste sur les écrans pendant trente-six semaines. Il réunit 3,5 millions d'entrées sur sa seule première année d'exploitation. Aux États-Unis, le film a rapporté 27,3 millions de dollars avec 21 496 000 spectateurs. En France, le film compte au total 3 952 913 spectateurs, ce qui en fait le quatrième film le plus vendeur en France parmi ceux sortis en 1969.

### Distinctions

#### Récompenses
Le film est récompensé par le prix du jury à Cannes, l'Oscar du meilleur film étranger et celui du meilleur montage.
- Festival de Cannes 1969 :
  - Prix du jury pour Costa-Gavras à l'unanimité
  - Prix d'interprétation masculine pour Jean-Louis Trintignant
- Grand prix de l'Académie du cinéma 1969
- Oscars 1970 :
  - Oscar du meilleur film en langue étrangère pour le compte de l'Algérie
  - Oscar du meilleur montage pour Françoise Bonnot
- BAFTA 1970 : meilleure musique de film (Anthony Asquith Award) pour Mikis Theodorakis
- Prix Edgar-Allan-Poe 1970 du meilleur scénario pour Jorge Semprún et Costa-Gavras
  - Golden Globe 1970 : meilleur film étranger pour le compte de la France et de l'Algérie
- Prix 1970 de la National Society of Film Critics : meilleur film et 2e place pour le meilleur réalisateur et le meilleur scénario
- Prix 1970 de la New York Film Critics Circle : meilleur réalisateur pour Costa-Gavras

#### Nominations et sélections
- Festival de Cannes 1969 : sélection officielle en compétition pour la Palme d'or
- Oscars 1970 :
  - Oscar du meilleur film étranger
  - Oscar du meilleur réalisateur
  - Oscar du meilleur scénario adapté
- BAFTA Awards 1970 : meilleur film, meilleur scénario, meilleur montage et UN Award

### Suites
En 1970, la veuve de Grigóris Lambrákis attaque en justice le producteur du film, ainsi que l'éditeur du roman, pour deux motifs : « atteinte à la mémoire de son mari, pour avoir déformé sa vie privée » et « avoir porté sa vie à l'écran sans autorisation ». Les deux demandes sont rejetées par le tribunal de grande instance de la Seine le 30 juin 1971.
Des militants d'extrême-droite agressent les organisateurs d'une projection du film en février 2025 à Paris. Le lendemain, une mobilisation regroupe plus de 100 personnes et six agresseurs ont été mis en examen : leur acte a été aggravé du fait qu'il ait été commis en réunion, avec armes, et avec préméditation.